# Egor Baranov
Pour les articles homonymes, voir Baranov.
Egor Gennadievitch Baranov (en russe : Его́р Генна́дьевич Бара́нов), né le 3 décembre 1988 à Sverdlovsk (aujourd'hui Iekaterinbourg) en RSFS de Russie, est un réalisateur, producteur et scénariste russe,.

## Filmographie non exhaustive
- 2011 : Suicides (ru) (Самоубийцы)
- 2012 : Le Rossignol-Brigand (Соловей-разбойник)
- 2014 : Sarantcha (Саранча)
- 2015 : Fartsa (ru) (Фарца) — série télé
- 2017 : Les Chroniques de Viy : Les Origines du mal (Гоголь. Начало)
- 2018 : Les Derniers Sapins de Noël (Ёлки последние)
- 2018 : Les Chroniques de Viy : Les Chasseurs de démons (Гоголь. Вий)
- 2018 : Les Chroniques de Viy : Le Cavalier noir (Гоголь. Страшная месть)
- 2019 : The Blackout (Аванпост)